# Авдотьино (Судогодский район)
Авдо́тьино — деревня в Судогодском районе Владимирской области, входит в состав Головинского сельского поселения.

## География
Деревня расположена в 17 км на юго-восток от центра поселения посёлка Головино и в 15 км на запад от райцентра города Судогда.

## История
Деревня впервые упоминается в писцовых книгах монастырских и церковных земель Владимирского уезда 1637—1647 годов в составе Александровского прихода, в ней числилось 1 двор монастырский, 5 дворов крестьянских и 1 двор бобыльский.
В конце XIX — начале XX века деревня входила в состав Авдотьинской волости Судогодского уезда, с 1926 года — в составе Александровской волости Владимирского уезда. В 1859 году в деревне числилось 38 дворов, в 1905 году — 54 дворов, в 1926 году — 61 хозяйств.
С 1929 года деревня входила с состав Александровского сельсовета Владимирского района, с 1944 года — Судогодского района, с 1974 года — в составе Ильинского сельсовета, с 2005 года — в составе Головинского сельского поселения.

## Население
| 1859 | 1905 | 1926 | 2002 | 2010 | 2021 |
| ---- | ---- | ---- | ---- | ---- | ---- |
| 236  | ↗290 | ↘280 | ↘15  | ↘4   | →4   |